# Canton de Mulhouse-1
Le canton de Mulhouse-1 est une circonscription électorale française du département du Haut-Rhin.

## Histoire
Un nouveau découpage territorial du Haut-Rhin entre en vigueur à l'occasion des élections départementales de 2015. Il est défini par le décret du 21 février 2014, en application des lois du 17 mai 2013 (loi organique 2013-402 et loi 2013-403). Les conseillers départementaux sont, à compter de ces élections, élus au scrutin majoritaire binominal mixte. Les électeurs de chaque canton élisent au Conseil départemental, nouvelle appellation du Conseil général, deux membres de sexe différent, qui se présentent en binôme de candidats. Les conseillers départementaux sont élus pour 6 ans au scrutin binominal majoritaire à deux tours, l'accès au second tour nécessitant 12,5 % des inscrits au 1er tour. En outre la totalité des conseillers départementaux est renouvelée. Ce nouveau mode de scrutin nécessite un redécoupage des cantons dont le nombre est divisé par deux avec arrondi à l'unité impaire supérieure si ce nombre n'est pas entier impair, assorti de conditions de seuils minimaux. Dans le Haut-Rhin, le nombre de cantons passe ainsi de 31 à 17.
Le canton de Mulhouse-1 est formé d'une fraction de la commune de Mulhouse. Il est entièrement inclus dans l'arrondissement de Mulhouse. Le bureau centralisateur est situé à Mulhouse.

## Représentation
| Période élective | Période élective | Mandat | Mandat   | Identité       | Nuance | Nuance | Qualité                              |
| ---------------- | ---------------- | ------ | -------- | -------------- | ------ | ------ | ------------------------------------ |
| 2015             | 2021             | 2015   | 2021     | Alain Couchot  |        | LR     | Médecin Adjoint au maire de Mulhouse |
| 2015             | 2021             | 2015   | 2021     | Catherine Rapp |        | LR     | Adjointe au maire de Mulhouse        |
| 2021             | 2028             | 2021   | en cours | Alain Couchot  |        | LR     | Conseiller sortant                   |
| 2021             | 2028             | 2021   | en cours | Catherine Rapp |        | LR     | Conseillère sortante                 |

À l'issue du 1er tour des élections départementales de 2015, deux binômes sont en ballotage : Alain Couchot et Catherine Rapp (Union de la Droite, 30,44 %) et René Curan et Marie-Laure Leroux (FN, 29,36 %). Le taux de participation est de 38,13 % (7 518 votants sur 19 717 inscrits) contre 47,8 % au niveau départemental et 50,17 % au niveau national.
Au second tour, Alain Couchot et Catherine Rapp (Union de la Droite) sont élus avec 66,11 % des suffrages exprimés et un taux de participation de 36,78 % (4 254 voix pour 7 252 votants et 19 717 inscrits).

## Composition
Le canton de Mulhouse-1 comprend la partie de la commune de Mulhouse située à l'ouest d'une ligne définie par l'axe des voies et limites suivantes : depuis la limite territoriale de la commune de Pfastatt, rue Oscar-Lesage, rue de Pfastatt, rue de Strasbourg, quai de la Cloche, avenue Aristide-Briand, boulevard du Président-Roosevelt, rue de l'Arsenal, rue de la Loi, rue de la Synagogue, place de la Paix, rue de la Sinne, porte du Miroir, quai d'Oran, canal du Rhône au Rhin, jusqu'à la limite territoriale de la commune de Brunstatt.
| Nom                              | Code Insee | Intercommunalité                 | Superficie (km2) | Population (dernière pop. légale)                 | Densité (hab./km2) | Modifier                                    |
| -------------------------------- | ---------- | -------------------------------- | ---------------- | ------------------------------------------------- | ------------------ | ------------------------------------------- |
| Mulhouse (bureau centralisateur) | 68224      | CA Mulhouse Alsace Agglomération | 22,18            | Fraction : 39 122 (2022) Commune : 104 924 (2022) | 4 731              | modifier les données · modifier les données |
| Canton de Mulhouse-1             | 6810       |                                  |                  | 39 122 (2022)                                     |                    | modifier les données                        |

## Démographie
En 2022, le canton comptait 39 122 habitants, en évolution de −1,69 % par rapport à 2016 (Haut-Rhin : +0,66 %, France hors Mayotte : +2,11 %).
| 2013   | 2018   | 2022   |
| ------ | ------ | ------ |
| 41 094 | 40 198 | 39 122 |